# En nombre del papa rey
En nombre del Papa Rey (título original en italiano In nome del Papa Re) es una película dirigida por Luigi Magni. Es la segunda de la trilogía empezada por Nell'anno del Signore del 1969 y proseguida por In nome del popolo sovrano del 1990; películas que son ambientadas durante los acontecimientos turbulentos de la Unificación de Italia y cuyo sujeto principal es la relación entre el pueblo y la aristocracia romana con el poder pontificio.
La película se inspira libremente en I segreti del processo Monti e Tognetti (los secretos del juicio Monti y Tognetti), escrito por Gaetano Sanvittore en el 1869, donde se cuenta la historia del arresto y el juicio de dos carbonarios, Monti y Tognetti, que en el 22 de octubre de 1867 atentaron contra el cuartel Serristori de los zuavos pontificios matando a 25 soldados franceses.

## Argumento
Roma, el 22 de octubre de 1867. El monseñor Colombo da Priverno, miembro del Tribunal de la Rota Romana, al ápice de un sufrimiento interior y disgustado por la violencia con la que el papado intenta mantener y proteger el poder temporal, decide dimitir escribiéndole una carta directamente al papa Pío IX. Mientras le dicta la carta a su amo de llaves, el cuartel de zuavos Serristori sufre un atentado dinamitero donde mueren veintitrés soldados franceses en el acto. Pocas horas después y por medio de un soplo, la policía pontificia detiene a los verdaderos responsables: Giuseppe Monti, Gaetano Tognetti y Cesare Costa.
La condesa Flaminia, madre secreta del carbonario Cesare Costa, se dirige al monseñor Colombo para que la ayude. Para vencer la oposición del monseñor, está obligada a confesarle que Cesare no es su amante, como todo el mundo cree, si no su hijo y que el mismo monseñor es el padre del joven, nacido por una relación fugaz en el 1849. En vez de irse a la cama, el monseñor Colombo acude a la prisión pontificia para asistir al interrogatorio de los acusados y gracias a su influencia logra hacer poner en libertad a su hijo dejando a los otros dos en la cárcel. La escolta de la condesa intenta llevar a salvo Cesare fuera del Estado pontificio pero está obligada a volver a Roma y a esconderlo en el sótano de la casa del monseñor. Torturado por su consciencia, el monseñor Colombo decide revocar su dimisión e intentar salvar también a los carbonarios Monti y Tognetti durante el juicio. Mientras todos los miembros del Tribunal votan a turno a favor de la condena a muerte de los dos imputados, el monseñor Colombo intenta refutar, a través de su alegato delante de sus colegas, las acusaciones del Tribunal y poner en duda su legitimidad y, finalmente, se retira de la votación. El Tribunal vota por unanimidad por la condena a muerte de Monti y Tognetti. A causa de su discurso durante el juicio, el monseñor Colombo viene convocado por el padre general de los jesuitas.

## Reparto
- Nino Manfredi: Don Colombo
- Danilo Mattei: Cesare Costa
- Carmen Scarpitta: Codesa Flaminia
- Giovannella Grifeo: Teresa
- Carlo Bagno: Perpetuo
- Ettore Manni: Conde Ottavio
- Gabriella Giacobbe: Maria Tognetti
- Camillo Milli: Don Marino
- Rosalino Cellamare: Gaetano Tognetti
- Salvo Randone: Superior de los jesuitas